# تی، راتلند
تی (به انگلیسی: Teigh) یک روستا و محله مدنی در بریتانیا است که در راتلند واقع شده‌است. تی ۴۸ نفر جمعیت دارد.